# Slagugglebomal
Slagugglebomal (Tinea bothniella) är en fjärilsart som beskrevs av Ingvar Svensson 1953. Slagugglebomal ingår i släktet Tinea och familjen äkta malar. Enligt den svenska rödlistan är arten otillräckligt studerad i Sverige. Arten förekommer i Övre Norrland. Artens livsmiljö är skogslandskap, jordbrukslandskap, stadsmiljö. Inga underarter finns listade i Catalogue of Life.